# Turdus pelios
Turdus pelios es una especie de ave paseriforme perteneciente ala familia Turdidae. 

## Distribución y hábitat
Es común en las zonas boscosas y en gran parte del África subsahariana. Las poblaciones son residentes. Son omnívoros, comiendo una gran variedad de insectos, lombrices de tierra y bayas. Anidan en arbustos o similares. No forman bandadas.
Los sexos de este tordo, son similares con el dorso marrón suave, y las partes inferiores de color marrón y el pico amarillo.

## Subespecies
- Turdus pelios adamauae
- Turdus pelios adamauae
- Turdus pelios bocagei
- Turdus pelios centralis
- Turdus pelios chiguancoides
- Turdus pelios graueri
- Turdus pelios nigrilorum
- Turdus pelios pelios
- Turdus pelios poensis
- Turdus pelios saturatus
- Turdus pelios stormsi
- Turdus pelios williami